# Neuvy-Sautour
Neuvy-Sautour es una localidad y comuna francesa situada en la región de Borgoña, departamento de Yonne, en el distrito de Avallon y cantón de Flogny-la-Chapelle.

## Demografía
| 1 260 | 1 463 | 1 498 | 1 481 | 1 544 | 1 611 | 1 542 | 1 537 | 1 528 | 1 462 | 1 469 | 1 432 | 1 380 | 1 333 | 1 310 | 1 407 | 1 257 | 1 169 | 1 142 | 1 131 | 951 | 936 | 923 | 817 | 897 | 896 | 886 | 831 | 947 | 1 023 | 959 | 1 023 | 967 |
| Para los censos de 1962 a 1999 la población legal corresponde a la población sin duplicidades (Fuente: INSEE [Consultar]) |       |       |       |       |       |       |       |       |       |       |       |       |       |       |       |       |       |       |       |     |     |     |     |     |     |     |     |     |       |     |       |     |